# ハートフォード・ヤードゴーツ
ハートフォード・ヤードゴーツ(Hartford Yard Goats)は、MiLB、AA（ダブルA）イースタンリーグイースト地区所属の野球チーム。本拠地はコネチカット州ハートフォードにあるダンキン・ドーナツ・パーク。MLBのコロラド・ロッキーズ傘下のチームとして活動している。

## 歴史
1983年、ボストン・レッドソックスの傘下AA級チームブリストル・レッドソックスがニューブリテンに移転し「ニューブリテン・レッドソックス」に改名。本拠地はビーハイブ・フィールド。その後、本拠地の老朽化もあり移転問題が度々挙がったが、1994年8月に球団オーナーのジョー・バザスはビーハイブに留まることを発表した。
1995年、レッドソックスと提携を解消し、オーナー所有のソルトレイク・ビーズが所属しているミネソタ・ツインズと提携し、チーム名を「ハードウェアシティ・ロックキャッツ」に改名。ニューブリテンは「ハードウェアシティ」と呼ばれていることからこのチーム名となった。
1996年、球団の新本拠地・ニューブリテン・スタジアムが完成。
1997年、チーム名を「ニューブリテン・ロックキャッツ」に改名。
2014年9月17日にロッキーズと2年契約を結んだ。
2016年から本拠地をハートフォードに移転し、チーム名も「ハートフォード・ヤードゴーツ」に改名した。